# Lista de prêmios e indicações recebidos por Pretty Little Liars
|                        |            |          |
| Premiação              | Indicações | Vitórias |
| GLAAD Media Awards     | 4          | 0        |
| People's Choice Awards | 12         | 4        |
| Teen Choice Awards     | 22         | 37       |
| Referências            |            |          |

Pretty Little Liars é uma série de televisão estadunidense de thriller dramático que foi desenvolvida por I. Marlene King e baseada na série literária homônima escrita por Sara Shepard. A série foi transmitida durante 8 de junho de 2010 e 27 de junho de 2017 pela emissora de televisão a cabo Freeform.

## Banff Television Festival
O Banff Television Festival é um evento de mídia internacional realizado nas Montanhas Rochosas canadenses no Fairmont Banff Springs Hotel em Banff, Alberta, Canadá. O festival é dedicado à criação e desenvolvimento de conteúdo televisivo e digital.
| Ano  | Categoria             | Indicado(s)                                                | Resultado | Ref. |
| ---- | --------------------- | ---------------------------------------------------------- | --------- | ---- |
| 2011 | Melhor Série Contínua | I. Marlene King, Lesli Linka Glatter e Lisa Cochran-Neilan | Venceu    |      |

## GLAAD Media Awards
Os GLAAD Media Awards foram criados em 1990 pela organização não-governamental estadunidense Gay & Lesbian Alliance Against Defamation (GLAAD) para "reconhecer e homenagear as representações justas, rigorosas e inclusivas da comunidade LGBT e de questões que afetam as suas vidas nos meios de comunicação".
| Ano  | Categoria              | Indicado(s)         | Resultado | Ref.  |
| ---- | ---------------------- | ------------------- | --------- | ----- |
| 2011 | Melhor Série Dramática | Pretty Little Liars | Indicado  | [ 1 ] |
| 2012 | Melhor Série Dramática | Pretty Little Liars | Indicado  | [ 2 ] |
| 2014 | Melhor Série Dramática | Pretty Little Liars | Indicado  | [ 3 ] |
| 2015 | Melhor Série Dramática | Pretty Little Liars | Indicado  | [ 4 ] |

## Gracie Awards
Os Gracie Awards são premiados pela Fundação Aliança para Mulheres na Mídia para celebrar e honrar a programação criada para mulheres, sobre mulheres e por mulheres, bem como pessoas que fizeram contribuições exemplares em mídias eletrônicas e afiliadas.
| Ano  | Categoria                                                   | Indicado(s) | Resultado | Ref.  |
| ---- | ----------------------------------------------------------- | ----------- | --------- | ----- |
| 2013 | Desempenho Excepcional por uma Estrela Feminina em Ascensão | Lucy Hale   | Venceu    | [ 5 ] |

## MTV Fandom Awards
| Ano  | Categoria                       | Indicado(s)                             | Resultado | Ref.  |
| ---- | ------------------------------- | --------------------------------------- | --------- | ----- |
| 2015 | Série Dramática                 | Pretty Little Liars                     | Indicado  | [ 6 ] |
| 2015 | Momento Televisivo Mais Intenso | Pretty Little Liars                     | Venceu    | [ 6 ] |
| 2015 | Melhor Casal                    | Emison (Sasha Pieterse e Shay Mitchell) | Indicado  | [ 6 ] |

## MTV Movie & TV Awards
| Ano  | Categoria       | Indicado(s)         | Resultado | Ref.  |
| ---- | --------------- | ------------------- | --------- | ----- |
| 2017 | Programa do Ano | Pretty Little Liars | Indicado  | [ 7 ] |

## NewNowNext Awards
NewNowNext Awards é uma premiação transmitida anualmente pela Logo, uma emissora relacionada a temáticas LGBT.
| Ano  | Categoria                        | Indicado(s)         | Resultado | Ref.  |
| ---- | -------------------------------- | ------------------- | --------- | ----- |
| 2011 | Programas Que Você Deve Assistir | Pretty Little Liars | Venceu    | [ 8 ] |

## Prêmio Saturno
Prêmio Saturno é uma premiação organizada pela Academia de Filmes de Ficção Científica, Fantasia e Horror dos Estados Unidos e concedida aos mais destacados filmes, produções televisivas e profissionais nos gêneros de ficção científica, horror e fantasia.
| Ano  | Categoria                                       | Indicado(s)         | Resultado | Ref.   |
| ---- | ----------------------------------------------- | ------------------- | --------- | ------ |
| 2014 | Melhor série de televisão orientada para jovens | Pretty Little Liars | Indicado  | [ 9 ]  |
| 201  | Melhor série de televisão orientada para jovens | Pretty Little Liars | Indicado  | [ 10 ] |

## People's Choice Awards
People's Choice Awards é uma premiação que reconhece as pessoas, músicas e séries da cultura popular. Foi criada pelo produtor Bob Stivers e é exibida desde 1975 pela CBS. A premiação é atualmente produzida pela empresa de higiene Procter & Gamble e decidida por votação online. Pretty Little Liars já foi indicada dezesseis vezes, vencendo quatro vezes.
| Ano  | Categoria                    | Indicado(s)         | Resultado | Ref.   |
| ---- | ---------------------------- | ------------------- | --------- | ------ |
| 2011 | Obsessão da TV               | Pretty Little Liars | Indicado  | [ 11 ] |
| 2012 | Série Dramática de TV a Cabo | Pretty Little Liars | Venceu    | [ 12 ] |
| 2013 | Série Dramática de TV a Cabo | Pretty Little Liars | Indicado  | [ 13 ] |
| 2013 | Melhores Fãs                 | Pretty Little Liars | Indicado  | [ 13 ] |
| 2014 | Série Dramática de TV a Cabo | Pretty Little Liars | Indicado  | [ 14 ] |
| 2014 | Atriz Dramática de TV a Cabo | Lucy Hale           | Venceu    | [ 14 ] |
| 2015 | Série Dramática de TV a Cabo | Pretty Little Liars | Venceu    | [ 15 ] |
| 2015 | Atriz Dramática de TV a Cabo | Lucy Hale           | Indicado  | [ 15 ] |
| 2015 | Atriz Dramática de TV a Cabo | Ashley Benson       | Indicado  | [ 15 ] |
| 2016 | Série Dramática de TV a Cabo | Pretty Little Liars | Venceu    | [ 16 ] |
| 2016 | Atriz Dramática de TV a Cabo | Ashley Benson       | Indicado  | [ 16 ] |
| 2016 | Atriz Dramática de TV a Cabo | Lucy Hale           | Indicado  | [ 16 ] |
| 2016 | Atriz Dramática de TV a Cabo | Shay Mitchell       | Indicado  | [ 16 ] |
| 2017 | Série Dramática de TV a Cabo | Pretty Little Liars | Indicado  | [ 17 ] |
| 2017 | Atriz Dramática de TV a Cabo | Lucy Hale           | Indicado  | [ 17 ] |
| 2017 | Atriz Dramática de TV a Cabo | Ashley Benson       | Indicado  | [ 17 ] |

## Teen Choice Awards
| Ano  | Categoria                | Indicado(s)                    | Resultado | Ref.   |
| ---- | ------------------------ | ------------------------------ | --------- | ------ |
| 2010 | Programa de TV do Verão  | Pretty Little Liars            | Venceu    | [ 18 ] |
| 2010 | Ator de TV do Verão      | Ian Harding                    | Venceu    | [ 18 ] |
| 2010 | Atriz de TV do Verão     | Lucy Hale                      | Venceu    | [ 18 ] |
| 2011 | Programa de TV do Verão  | Pretty Little Liars            | Venceu    | [ 19 ] |
| 2011 | Ator de TV do Verão      | Ian Harding                    | Venceu    | [ 19 ] |
| 2011 | Ator de TV do Verão      | Keegan Allen                   | Indicado  | [ 19 ] |
| 2011 | Atriz de TV do Verão     | Lucy Hale                      | Venceu    | [ 19 ] |
| 2011 | Atriz de TV do Verão     | Troian Bellisario              | Indicado  | [ 19 ] |
| 2012 | Programa Dramático da TV | Pretty Little Liars            | Venceu    | [ 20 ] |
| 2012 | Ator da TV               | Ian Harding                    | Venceu    | [ 20 ] |
| 2012 | Atriz da TV              | Lucy Hale                      | Venceu    | [ 20 ] |
| 2012 | Vilã da TV               | Janel Parrish                  | Venceu    | [ 20 ] |
| 2012 | Atriz de TV de Verão     | Troian Bellisario              | Venceu    | [ 20 ] |
| 2013 | Programa Dramático da TV | Pretty Little Liars            | Venceu    | [ 21 ] |
| 2013 | Programa de TV do Verão  | Pretty Little Liars            | Venceu    | [ 21 ] |
| 2013 | Ator Dramático da TV     | Ian Harding                    | Venceu    | [ 21 ] |
| 2013 | Atriz Dramática da TV    | Troian Bellisario              | Venceu    | [ 21 ] |
| 2013 | Vilã da TV               | Janel Parrish                  | Venceu    | [ 21 ] |
| 2013 | Atriz de TV do Verão     | Lucy Hale                      | Venceu    | [ 21 ] |
| 2013 | Ator de TV do Verão      | Keegan Allen                   | Venceu    | [ 21 ] |
| 2014 | Vilã da TV               | Janel Parrish                  | Indicado  | [ 22 ] |
| 2014 | Atriz Revelação da TV    | Sasha Pieterse                 | Venceu    | [ 22 ] |
| 2014 | Ator de TV do Verão      | Tyler Blackburn                | Venceu    | [ 22 ] |
| 2014 | Atriz de TV do Verão     | Ashley Benson                  | Venceu    | [ 22 ] |
| 2014 | Atriz de TV do Verão     | Shay Mitchell                  | Indicado  | [ 22 ] |
| 2014 | Atriz Dramática da TV    | Lucy Hale                      | Venceu    | [ 22 ] |
| 2014 | Atriz Dramática da TV    | Troian Bellisario              | Indicado  | [ 22 ] |
| 2014 | Ator Dramático da TV     | Ian Harding                    | Venceu    | [ 22 ] |
| 2014 | Ator Dramático da TV     | Keegan Allen                   | Indicado  | [ 22 ] |
| 2015 | Programa Dramático da TV | Pretty Little Liars            | Venceu    | [ 23 ] |
| 2015 | Ator Dramático da TV     | Keegan Allen                   | Indicado  | [ 23 ] |
| 2015 | Ator Dramático da TV     | Ian Harding                    | Venceu    | [ 23 ] |
| 2015 | Atriz Dramática da TV    | Lucy Hale                      | Venceu    | [ 23 ] |
| 2015 | Atriz Dramática da TV    | Shay Mitchell                  | Indicado  | [ 23 ] |
| 2015 | Ator de TV do Verão      | Tyler Blackburn                | Venceu    | [ 23 ] |
| 2015 | Atriz de TV do Verão     | Troian Bellisario              | Indicado  | [ 23 ] |
| 2015 | Atriz de TV do Verão     | Ashley Benson                  | Venceu    | [ 23 ] |
| 2015 | Roubadora de Cena da TV  | Sasha Pieterse                 | Indicado  | [ 23 ] |
| 2015 | Vilã da TV               | Vanessa Ray                    | Venceu    | [ 23 ] |
| 2016 | Programa Dramático da TV | Pretty Little Liars            | Venceu    | [ 24 ] |
| 2016 | Ator Dramático da TV     | Keegan Allen                   | Indicado  | [ 24 ] |
| 2016 | Ator Dramático da TV     | Tyler Blackburn                | Indicado  | [ 24 ] |
| 2016 | Ator Dramático da TV     | Ian Harding                    | Venceu    | [ 24 ] |
| 2016 | Atriz de TV do Verão     | Troian Bellisario              | Indicado  | [ 24 ] |
| 2016 | Atriz de TV do Verão     | Ashley Benson                  | Venceu    | [ 24 ] |
| 2016 | Vilã da TV               | Janel Parrish                  | Venceu    | [ 24 ] |
| 2016 | Roubadora de Cena da TV  | Sasha Pieterse                 | Venceu    | [ 24 ] |
| 2016 | Química Romântica na TV  | Tyler Blackburne Ashley Benson | Venceu    | [ 24 ] |
| 2016 | Atriz de TV do Verão     | Lucy Hale                      | Indicado  | [ 24 ] |
| 2016 | Atriz de TV do Verão     | Shay Mitchell                  | Indicado  | [ 24 ] |
| 2017 | Programa Dramático da TV | Pretty Little Liars            | Indicado  | [ 25 ] |
| 2017 | Atriz Dramática da TV    | Lucy Hale                      | Venceu    | [ 25 ] |
| 2017 | Atriz Dramática da TV    | Troian Bellisario              | Indicado  | [ 25 ] |
| 2017 | Atriz Dramática da TV    | Shay Mitchell                  | Indicado  | [ 25 ] |
| 2017 | Atriz Dramática da TV    | Ashley Benson                  | Indicado  | [ 25 ] |
| 2017 | Atriz Dramática da TV    | Sasha Pieterse                 | Indicado  | [ 25 ] |
| 2017 | Ator Dramático da TV     | Ian Harding                    | Indicado  | [ 25 ] |
| 2017 | Vilã da TV               | Janel Parrish                  | Venceu    | [ 25 ] |
| 2017 | Casal da TV              | Shay Mitchell e Sasha Pieterse | Indicado  | [ 25 ] |

## Young Hollywood Awards
O Young Hollywood Awards é uma premiação importante concedida anualmente, que homenageia as maiores realizações do ano na música, cinema, esporte, televisão, moda e outros, com votação dos adolescentes e adultos jovens entre 13 a 19 anos.
| Ano  | Categoria           | Indicado(s)                                                 | Resultado | Ref.   |
| ---- | ------------------- | ----------------------------------------------------------- | --------- | ------ |
| 2011 | Elenco Promissor    | Troian Bellisario, Ashley Benson, Lucy Hale e Shay Mitchell | Venceu    | [ 26 ] |
| 2014 | Série "Maratonável" | Pretty Little Liars                                         | Indicado  | [ 27 ] |
| 2014 | Melhor Elenco       | Pretty Little Liars                                         | Indicado  | [ 27 ] |